# Eat a peach
『eat a peach』（イート・ア・ピーチ）は、LADIES ROOMの4枚目のオリジナル・アルバム。1993年3月21日発売。

## 解説
LADIES ROOMの4枚目のオリジナルアルバムである。
タイトルの意味は直訳の「桃を食べよう」の意味から転じて、「楽しくなろうぜ」というニュアンスのものである。
前年の3月から制作が開始され、当初はミニ・アルバムとして完成させる構想であったが、曲が増えたため、フルアルバムとして完成させられた。
アートディレクションは信藤三雄。ディレクター川面博のアイディアにより、1970年代のロキシー・ミュージックの作品などを意識した、外国人女性ヌードモデルを起用したものとなっている。

## 収録曲
全曲作詞：百太郎、作曲：LADIES ROOM
1. Dance!! in the back
LADIES ROOM初の16ビートの楽曲。GEORGEのベースのリフから開始する。
2. Wild One
二度の日本武道館での単独公演(1993年5月8日、1995年8月17日)において両日ともに1曲目に演奏された。
3. Behind Tonight
ドラムが頭打ちのリズムの曲。シングル候補でもあった[3]。
4. Get Lost
先行シングル曲。テレビ朝日系『ゲームシティ』のテーマ曲。
5. (ex)Baby
6. Beautiful Sky
7. Escape/Rock'n Roll
8. Happy Time To You
サンバ調の楽曲を目指して制作された。
9. Ready To Kiss～Baby in my eyes～ ('93 Renewal Mix)
前年にリリースされたシングル曲のリミックスバージョン。
10. Shoot it!!
最初にドラム録りが行われた曲。歌詞は毛利衛が宇宙へ行った時のニュースに触発され書かれた[3]。
11. Round and Round (Special Edit Version)
シングル「Get Lost」カップリング曲の別バージョン。歌詞は百太郎とGEORGEの過去の出来事が題材になっている。
12. Rain in my heart
1996年3月14日の解散ライブで最後に演奏された。

## 参加ミュージシャン
- 百太郎  ヴォーカル、コーラス
- GEORGE  ベース、コーラス
- NAO  エレクトリックギター、アコースティックギター、マンドリン、バンジョー、コーラス
- JUN  ドラムス、コンガ、ボンゴ、タンバリン、トライアングル、マラカス、ティンバレス、ビブラスラップ、コーラス